# Club Atletico Faenza 2008-2009
La stagione 2008-2009 del Club Atletico Faenza è stata la decima consecutiva disputata in Serie A1 femminile.
Senza uno sponsor principale, la società ravennate si è classificata al quarto posto nella massima serie e ha partecipato ai play-off. Nel primo turno ha eliminato la Lavezzini Parma e in semifinale ha perso la serie contro il Taranto Cras Basket, poi campione d'Italia.
L'8 marzo nel palazzetto dello sport di casa, vince la seconda Coppa Italia della sua storia in finale sulla Lavezzini Parma.

## Rosa
| N° | Naz.                   | Ruolo | Sportivo              | Anno | Alt. |  |
| -- | ---------------------- | ----- | --------------------- | ---- | ---- |  |
| 4  | Brasile (bandiera)     | P     | Adriana Moisés Pinto  | 1978 | 168  |  |
| 5  | Slovenia (bandiera)    | AP    | Maja Erkič            | 1985 | 183  |  |
| 6  | Italia (bandiera)      | A     | Emanuela Ramon        | 1982 | 187  |  |
| 7  | Italia (bandiera)      | G     | Francesca Modica      | 1981 | 175  |  |
| 8  | Lituania (bandiera)    | AG    | Eglė Šulčiūtė         | 1985 | 190  |  |
| 9  | Italia (bandiera)      | AP    | Thais Mendes Da Silva | 1987 | 182  |  |
| 10 | Italia (bandiera)      | A     | Lavinia Santucci      | 1985 | 185  |  |
| 11 | Italia (bandiera)      | P     | Elena Bandini         | 1990 | 165  |  |
| 12 | Serbia (bandiera)      | AG    | Milka Bjelica         | 1981 | 193  |  |
| 13 | Stati Uniti (bandiera) | C     | Andrea Gardner        | 1979 | 191  |  |
| 14 | Italia (bandiera)      | P     | Angela Zampella       | 1978 | 170  |  |
| 15 | Italia (bandiera)      | C     | Marte Alexander       | 1976 | 192  |  |

## Dirigenza
- Presidente: Enrico Piombini
- Vicepresidente, general manager e dirigente accompagnatore: Mario Bedeschi
- Direttore sportivo: Nina Bjedov
- Segretaria: Bice Ferraresi
- Dirigente responsabile e accompagnatore: Giuseppe Moriconi
- Addetto stampa: Davide Zagonara
- Addetto marketing: Stefano Visani

## Staff tecnico
- Allenatore: Paolo Rossi
- Vice allenatore: Cristina Bassi
- Addetti statistiche: Andrea Rivola e Antonio Bachiorri
- Preparatore atletico: Daniele Ercolessi
- Fisioterapista: Giovanni Fabbri
- Medico sociale: Edmondo Errani
- Addetto arbitri: Amedeo Bandini